# Santiago Chicureo Airport
Santiago Chicureo Airport är en flygplats i Chile.   Den ligger i provinsen Provincia de Chacabuco och regionen Región Metropolitana de Santiago, i den södra delen av landet, 21 km norr om huvudstaden Santiago de Chile. Santiago Chicureo Airport ligger 575 meter över havet.
Terrängen runt Santiago Chicureo Airport är varierad. Närmaste större samhälle är Chicureo Abajo, 1,5 km söder om Santiago Chicureo Airport. 
Omgivningarna runt Santiago Chicureo Airport är i huvudsak ett öppet busklandskap. Runt Santiago Chicureo Airport är det mycket tätbefolkat, med 3 134 invånare per kvadratkilometer.